# Spéciation par hybridation
Spéciation hybridogène

Deux espèces s'accouplent, ce qui donne un hybride en bonne santé qui ne peut pas s'accoupler avec les membres de son espèce parente.

La spéciation par hybridation est une forme de spéciation où l'hybridation entre deux espèces différentes conduit à une nouvelle espèce, isolée de l'espèce parente sur le plan reproductif. Auparavant, l'isolement reproductif entre les hybrides et leurs parents était considéré comme particulièrement difficile à réaliser, et les espèces hybrides étaient donc considérées comme extrêmement rares. L'analyse de l'ADN étant devenue plus accessible dans les années 1990, il a été démontré que la spéciation par hybridation est un phénomène assez courant, en particulier chez les plantes,. Dans la nomenclature botanique, une espèce hybride est également appelée « nothoespèce » (nom « nothogénérique »). Les espèces hybrides sont par nature polyphylétiques. On parle aussi de spéciation hybridogène,, ou hybridogénèse (mais ce mot a généralement un sens plus restreint). Une espèce hybridogène est une espèce d'origine hybride qui, en botanique, « forme des populations morphologiquement homogènes, plus ou moins disséminées, et dont la descendance est morphologiquement identique au parent », et en zoologie, forme une population indépendante, stable à long terme et séparée des espèces parentales.

## Écologie
Un hybride peut parfois être mieux adapté à l'environnement local que sa lignée parentale et, à ce titre, la sélection naturelle peut favoriser les individus qui le sont. Si l'isolement reproductif est réalisé par la suite, une espèce distincte peut apparaître. L'isolement reproductif peut être génétique, écologique, comportemental, spatial ou une combinaison de ces éléments.
Si l'isolement reproductif ne s'établit pas, la population hybride peut fusionner avec l'une ou l'autre des espèces parentes ou avec les deux. Cela entraînera un afflux de gènes étrangers dans la population parentale, une situation appelée introgression. L'introgression est une source de variation génétique, et peut en soi faciliter la spéciation. Il est prouvé que l'introgression est un phénomène omniprésent chez les plantes et les animaux,, même chez l'être humain, où le matériel génétique des Néandertaliens et des Denisoviens est à l'origine d'une grande partie des gènes immunitaires dans les populations non africaines,.

### Contraintes écologiques
Pour qu'une forme hybride persiste, elle doit être capable d'exploiter les ressources disponibles mieux que l'une ou l'autre des espèces parentes, avec lesquelles elle devra, dans la plupart des cas, entrer en compétition. Alors que les grizzlis et les ours polaires peuvent avoir une descendance, un hybride grizzli-ours polaire sera probablement moins adapté à l'un ou l'autre des rôles écologiques que les parents eux-mêmes. Bien que l'hybride soit fertile, cette mauvaise adaptation empêcherait l'établissement d'une population permanente de tels hybrides.
De même, les lions et les tigres ont historiquement vu une partie de leurs aires de répartition respectives se chevaucher et peuvent théoriquement produire des hybrides sauvages : les ligres, qui sont un croisement entre un lion et une tigresse, et les tigrons, qui sont un croisement entre un tigre et une lionne ; cependant, les tigres et les lions ne se sont jusqu'à présent hybridés qu'en captivité. L'un de ces hybrides (le tigron) porte des gènes inhibiteurs de croissance provenant des deux parents et est donc plus petit que les deux espèces parentales ; il pourrait ainsi, dans la nature, entrer en compétition avec des carnivores plus petits, par exemple le léopard. L'autre hybride, le ligre, finit par être plus grand que l'un ou l'autre de ses parents : environ 450 kg à maturité. On ne connaît pas d'hybride tigre-lion dans la nature, et les aires de répartition des deux espèces ne se chevauchent plus (on ne trouve pas de tigre en Afrique, et s'il y avait autrefois un chevauchement dans la répartition des deux espèces en Asie, les deux ont disparu d'une grande partie de leurs aires de répartition historiques respectives, et le lion d'Asie est maintenant limité au parc national et sanctuaire faunique de Gir, où les tigres sont absents).
Certaines situations peuvent favoriser une population hybride. On peut citer en exemple la rotation rapide des types d'environnement disponibles, comme la fluctuation historique du niveau d'eau du lac Malawi, une situation qui favorise généralement la spéciation. Une situation similaire peut être observée lorsque des espèces étroitement apparentées occupent un arc insulaire. Cela permet à toute population hybride qui y est présente de s'installer dans de nouveaux habitats inoccupés, en évitant la compétition directe avec les espèces parentes et en donnant à la population hybride le temps et l'espace nécessaires pour s'établir,. La génétique peut également, à l'occasion, favoriser les hybrides. Dans le parc national d'Amboseli au Kenya, les babouins jaunes et les babouins olive ont des croisements réguliers. Les mâles hybrides atteignent la maturité plus tôt que leurs cousins de souche pure, créant ainsi une situation où la population hybride peut, avec le temps, remplacer une ou les deux espèces parentes dans la région.

## Génétique d'hybridation
La génétique est plus variable et plus « malléable » chez les plantes que chez les animaux, ce qui reflète probablement le niveau d'activité plus élevé chez les animaux. La génétique des hybrides sera nécessairement moins stable que celle des espèces évoluant en isolement, ce qui explique pourquoi les espèces hybrides apparaissent plus souvent chez les plantes que chez les animaux. Dans de nombreuses cultures agricoles, on trouve des hybrides à chromosomes doubles voire triples. Le fait d'avoir plusieurs copies de chromosomes est appelé polyploïdie. La polyploïdie est généralement mortelle chez les animaux lorsque des ensembles de chromosomes supplémentaires perturbent le développement du fœtus, mais on la trouve souvent chez les plantes. Une forme de spéciation hybride relativement courante chez les plantes se produit lorsqu'un hybride infertile devient fertile après avoir doublé le nombre de ses chromosomes.
L'hybridation sans changement du nombre de chromosomes est appelée spéciation hybride homoploïde. C'est la situation que l'on retrouve chez la plupart des hybrides animaux. Pour qu'un hybride soit viable, les chromosomes des deux organismes doivent être très similaires, c'est-à-dire que les espèces parentes doivent être étroitement liées, sinon la différence d'arrangement des chromosomes rendra la mitose problématique. Avec l'hybridation polyploïde, cette contrainte est moins forte.
Le nombre de chromosomes surnuméraires peut être instables, ce qui peut entraîner une instabilité dans la génétique de l'hybride. La grenouille européenne comestible semble être une espèce à part entière, mais il s'agit en fait d'un hybride triploïde semi-permanent entre la petite grenouille verte et la grenouille rieuse. Dans la plupart des populations, la population de grenouilles comestibles dépend de la présence d'au moins une des espèces parentales à maintenir, car chaque individu a besoin de deux ensembles de gènes d'une espèce parentale d'une part, et d'un ensemble de gènes de l'autre espèce parentale d'autre part. En outre, le gène de détermination du sexe mâle dans les hybrides ne se trouve que dans le génome de la petite grenouille verte, ce qui nuit encore plus à la stabilité. Cette instabilité peut également entraîner une réduction rapide du nombre de chromosomes, créant des barrières de reproduction et permettant ainsi la spéciation.

## Exemples connus

### Animaux

#### Spéciation hybride homoploïde

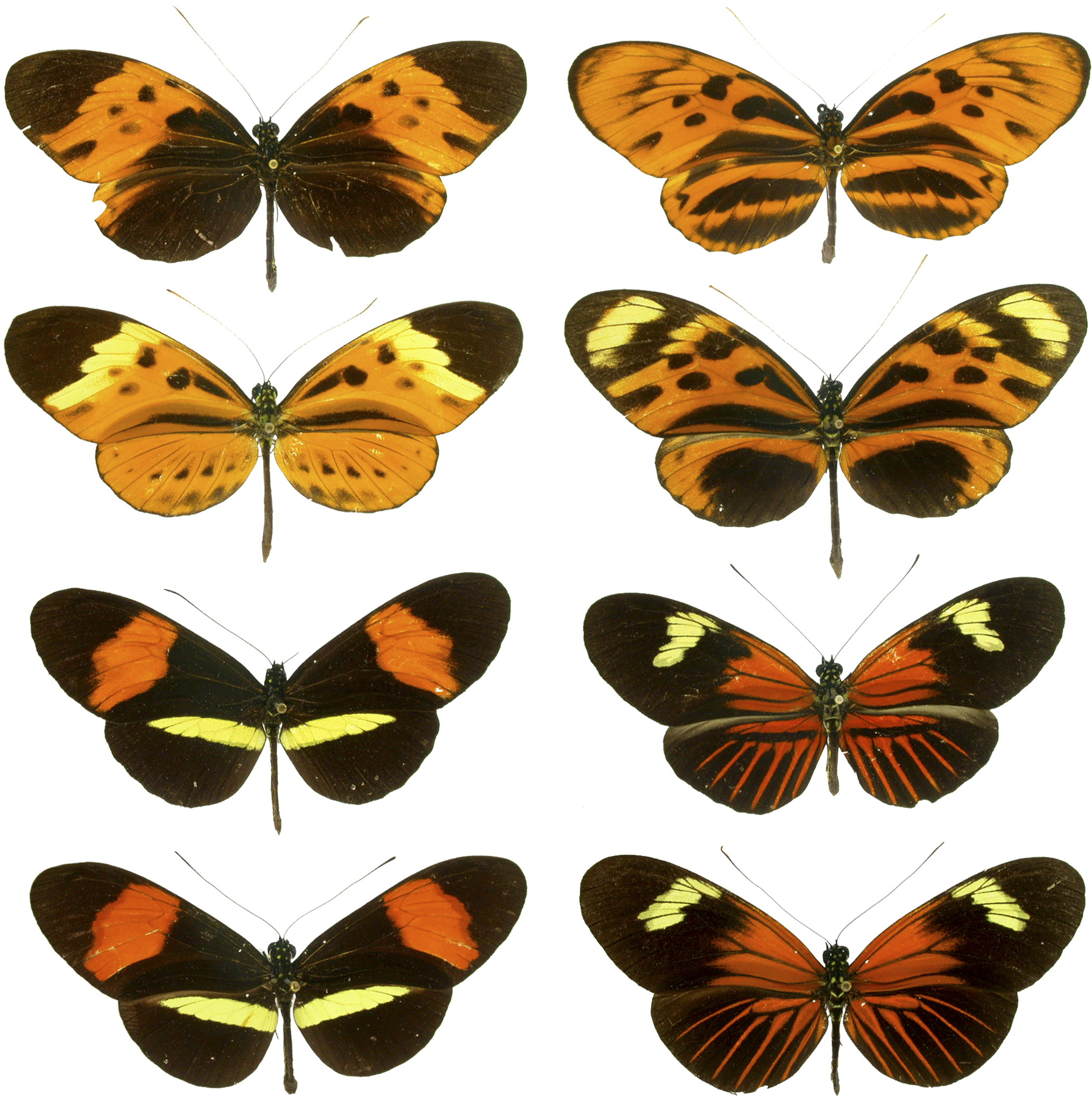
Des espèces du genre Heliconius étroitement apparentées.

La spéciation hybride chez les animaux est principalement homoploïde. Bien qu'on pense qu'elles ne soient pas très courantes, quelques espèces animales sont le résultat de l'hybridation, principalement des insectes comme les téphritides frugivores qui habitent le chèvrefeuille du genre Lonicera (comme Lonicera fly qui est un hybride entre Rhagoletis mendax et Rhagoletis zephyria) et les papillons du genre Heliconius, ainsi que quelques poissons, un mammifère marin, le dauphin clymène, quelques oiseaux et certains crapauds du genre Bufotes.
Chez les oiseaux, on retrouve une forme non nommée du pinson de Darwin de l'île Daphne Mayor aux Galápagos, décrite en 2017 et probablement fondée au début des années 1980 par un pinson mâle de l'île Española et une femelle de Daphne Mayor. Un autre cas est celui du Grand Labbe (Stercorarius skua), qui présente une étonnante similitude génétique avec le labbe pomarin (Stercorarius pomarinus), pourtant physiquement très différent ; la plupart des ornithologues supposent aujourd'hui qu'il s'agit d'un hybride entre le labbe pomarin et l'un des labbes méridionaux. Le manakin à col d'or (Lepidothrix vilasboasi) a été formé il y a 180 000 ans par l'hybridation entre les manakins à col blanc (Lepidothrix nattereri) et les manakins à tête d'opale (Lepidothrix iris).

#### Hybrides multiples apparaissant lors d'une divergence rapide
Les espèces qui divergent rapidement peuvent parfois former de multiples espèces hybrides, donnant naissance à un complexe d'espèces, comme plusieurs genres de cichlidés physiquement divergents mais étroitement apparentés dans le lac Malawi. Le genre de canards Anas (colverts et sarcelles) a une histoire de divergence très récente : beaucoup d'espèces sont inter-fertiles, et un certain nombre d'entre elles sont considérées comme des hybrides. Alors que les espèces hybrides semblent généralement rares chez les mammifères, le loup rouge d'Amérique semble être une espèce hybride du complexe d'espèces Canis, entre le loup gris et le coyote. L'hybridation peut avoir conduit aux papillons Heliconius, riches en espèces, bien que cette conclusion ait été critiquée.

### Plantes

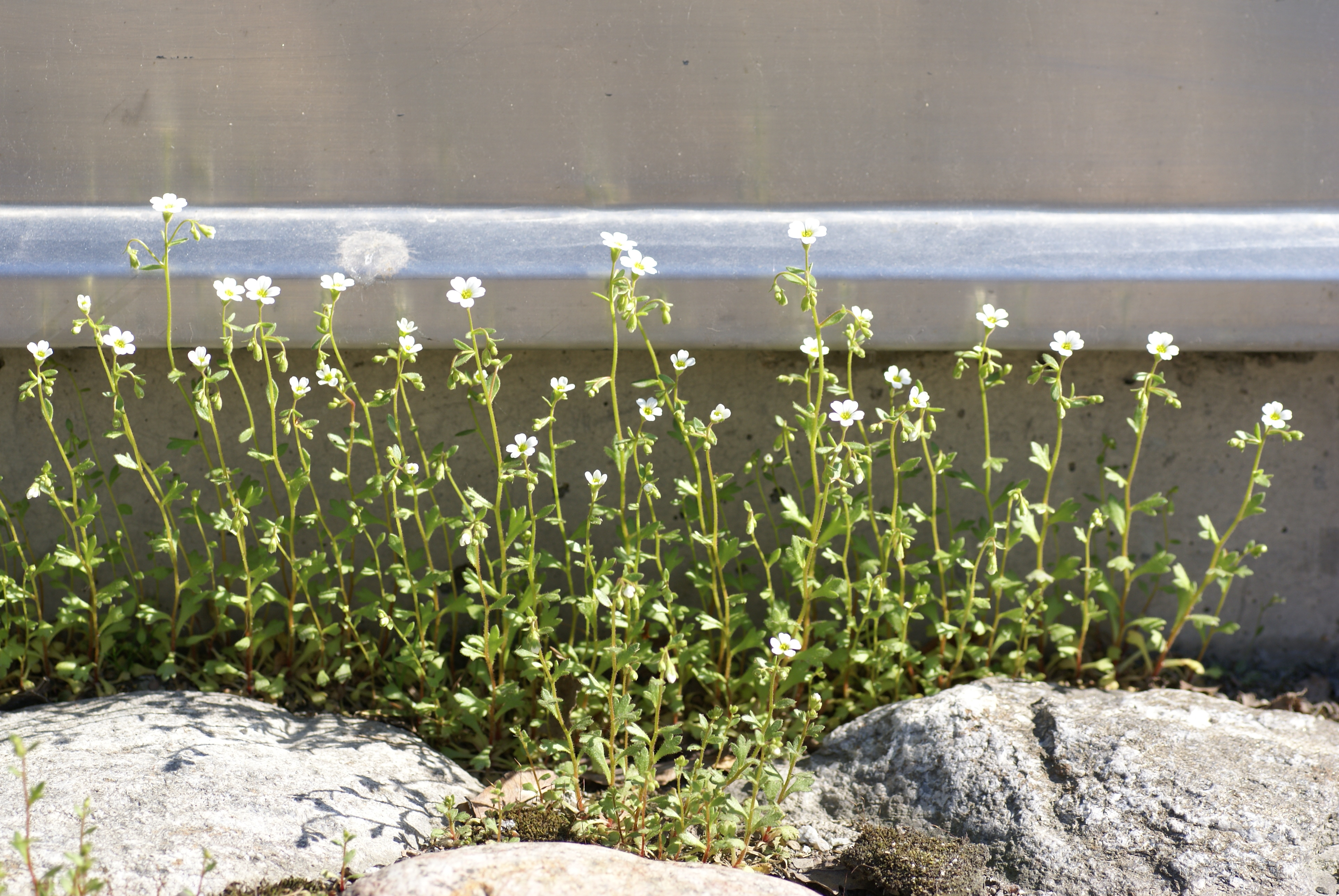
Saxifraga osloensis, une espèce hybride tétraploïde naturelle.

Les plantes étant plus tolérantes à la polyploïdie, les espèces hybrides y sont plus courantes que chez les animaux. On estime que 2 à 4 % de toutes les plantes à fleurs et 7 % de toutes les espèces de fougères sont le résultat d'une hybridation polyploïde. De nombreuses espèces de plantes cultivées, comme le blé, sont des hybrides, et l'hybridation est un facteur important de spéciation dans certains groupes de plantes. Les fleurs de jardin du genre Saxifraga sont souvent des hybrides, et on pense qu'un hybride naturel tétraploïde, Saxifraga osloenis, s'est formé à la fin de la dernière période glaciaire,. La spéciation homoploïde est également présente chez les plantes, et a par exemple donné naissance à plusieurs espèces de tournesol,.